# Uriah Hall
Uriah Alexander Hall (ur. 31 lipca 1984 w Spanish Town) – jamajsko-amerykański zawodnik mieszanych sztuk walki (MMA) oraz były kick-bokser. W latach 2013–2022 zawodnik największej federacji MMA na świecie – UFC. Finalista 17 części „The Ultimate Fightera”. Przed pojawieniem się w programie walczył także dla Bellator MMA czy Ring of Combat, gdzie zdobył aż dwa razy mistrzowski pas tejże federacji.

## Życiorys
Urodził się w Spanish Town na Jamajce, jednak w wieku 13 lat przeniósł się do Queens w Nowym Jorku. Po przybyciu do USA był prześladowany i zastraszany w szkole.
W wieku 16 lat zaczął trenować sztuki walki. Pod okiem znanego trenera karate – Tigera Schulmanna zdobył czarny pas drugiego stopnia w stylu shōtōkan. W przeszłości startował także w kick-boxingu dla World Combat League.
Zagrał w trzech filmach m.in. Street (2015), The Favorite (2018) oraz Seized (2020).

## Kariera MMA

### Początki kariery
Zawodowo w mieszanych sztukach walki zadebiutował 29 października 2005 roku, zwyciężając w 44 sekundzie walki z Mikiem Iannonem. Dwie kolejne walki wygrał ponownie przez TKO na galach Bellator 11 oraz Ring of Combat 27.
11 czerwca 2010 dostał szansę walki o mistrzowski pas federacji Ring of Combat w wadze średniej. Pojedynek zwyciężył dzięki mocnym ciosem, które spadały na głowę rywala, po czym przeciwnik odklepał w matę, a sędzia ringowy przerwał to starcie.
24 września 2010 stracił pas mistrzowski w pierwszej obronie, przegrywając z Chrisem Weidmanem w 1. rundzie przez TKO (ciosy pięściami). Następny swój pojedynek przegrał po większościowej decyzji z Costasem Philippousem. Dwie kolejne walki wygrał na galach Ring of Combat 35 oraz 39.
Hall będąc na fali dwóch zwycięstw z rzędu dostał ponownie szansę walki o tytuł ROC. 13 kwietnia 2013 w Las Vegas zwyciężył jednogłośną decyzją z niepokonanym Gruzinem – Nodarem Kuduxashvilim, zapewniając rywalowi pierwszą porażkę w karierze oraz zdobywając po raz drugi tytuł Ring of Combat wagi średniej.

### The Ultimate Fighter
Hall po ponownym zdobyciu pasa ROC został zauważony przez najlepszą federację MMA na świecie – UFC. Jako jeden z 16 zawodników dostał szansę angażu w 17 turnieju The Ultimate Fightera w drodze do UFC.
Pierwszy pojedynek zwyciężył decyzją jednogłośną 22 stycznia 2013 z Andym Enzem, wykluczając rywala z całego programu. W drugiej walce znokautował przeciwnika efektywnym kopnięciem z pół obrotu w głowę, po którym przeciwnik padł półprzytomny na matę (5 lutego 2013).
Ćwierćfinałowy pojedynek zwyciężył błyskawicznie już w 8 sekundzie walki, trafiając rywala (Bubba McDaniela) mocnym prawym ciosem oraz dobijając go ciosami kończącymi (2 kwietnia 2013).
W półfinale wygrał walkę w drugiej rundzie przez TKO (ciosy pięściami), odprawiając zawodnika z Nowej Zelandii – Dylana Andrewsa (9 kwietnia 2013).
Finałowy ostateczny pojedynek stoczył 13 kwietnia 2013 na gali "The Ultimate Fighter 17: Team Jones vs. Team Sonnen Finale". Batalię po niejednogłośnej decyzji przegrał z Kelvinem Gastelumem.

### UFC
10 sierpnia 2022 Hall poinformował fanów o zakończeniu sportowej kariery.

## Osiągnięcia

### Mieszane sztuki walki
- Ring of Combat
  - 2010: Mistrz Ring of Combat w wadze średniej[7].
  - 2012–2013: Mistrz Ring of Combat w wadze średniej[8].
- Ultimate Fighting Championship
  - 2013: Finalista turnieju „The Ultimate Fighter 17 ”w wadze średniej[9].
  - Bonus za występ wieczoru (dwa razy) vs. Gegard Mousasi[10], Krzysztof Jotko[11]
  - 2021: 9. miejsce w rankingu UFC[12].

## Lista walk w MMA

### Zawodowe
| Wynik     | Bilans | Przeciwnik (bilans przed walką) | Rozstrzygnięcie                             | Runda | Czas | Rozgrywki                                                  | Data       | Miejsce       | Uwagi                                                                             |
| --------- | ------ | ------------------------------- | ------------------------------------------- | ----- | ---- | ---------------------------------------------------------- | ---------- | ------------- | --------------------------------------------------------------------------------- |
| Przegrana | 17-11  | André Muniz (22-4)              | Decyzja (jednogłośna)                       | 3     | 5:00 | UFC 276                                                    | 02.07.2022 | Las Vegas     |                                                                                   |
| Przegrana | 17-10  | Sean Strickland (23-3)          | Decyzja (jednogłośna)                       | 5     | 5:00 | UFC on ESPN: Hall vs. Strickland                           | 31.07.2021 | Las Vegas     | Main Event                                                                        |
| Wygrana   | 17-9   | Chris Weidman (15-5)            | TKO (kontuzja – złamanie nogi)              | 1     | 0:17 | UFC 261                                                    | 24.04.2021 | Jacksonville  | Pierwsza walka w historii UFC, w której zwycięzca nie oddał ani jednego uderzenia |
| Wygrana   | 16-9   | Anderson Silva (34-10)          | TKO (ciosy pięściami)                       | 4     | 1:24 | UFC Fight Night: Hall vs. Silva                            | 31.10.2020 | Las Vegas     | Main Event                                                                        |
| Wygrana   | 15-9   | Antônio Carlos Júnior (10-3)    | Decyzja (niejednogłośna)                    | 3     | 5:00 | UFC Fight Night: Cowboy vs. Gaethje                        | 14.09.2019 | Vancouver     |                                                                                   |
| Wygrana   | 14-9   | Bevon Lewis (6-0)               | KO (cios pięścią)                           | 3     | 1:32 | UFC 232                                                    | 29.12.2018 | Inglewood     |                                                                                   |
| Przegrana | 13-9   | Paulo Costa (11-0)              | TKO (ciosy pięściami)                       | 2     | 2:38 | UFC 226                                                    | 07.07.2018 | Las Vegas     |                                                                                   |
| Wygrana   | 13-8   | Krzysztof Jotko (19-2)          | TKO (ciosy pięściami)                       | 2     | 2:25 | UFC Fight Night: Rockhold vs. Branch                       | 16.09.2017 | Pittsburgh    | Bonus za występ wieczoru                                                          |
| Przegrana | 12-8   | Gegard Mousasi (40-6-2)         | TKO (ciosy pięściami)                       | 1     | 4:37 | UFC Fight Night: Mousasi vs. Hall 2                        | 19.11.2016 | Belfast       | Main Event                                                                        |
| Przegrana | 12-7   | Derek Brunson (15-3)            | TKO (ciosy pięściami)                       | 1     | 1:41 | UFC Fight Night: Poirier vs. Johnson                       | 17.09.2016 | Hidalgo       | Co-Main Event                                                                     |
| Przegrana | 12-6   | Robert Whittaker (14-4)         | Decyzja (jednogłośna)                       | 3     | 5:00 | UFC 193                                                    | 15.11.2015 | Melbourne     |                                                                                   |
| Wygrana   | 12-5   | Gegard Mousasi (37-5-2)         | TKO (latające kolano i ciosy pięściami)     | 2     | 0:25 | UFC Fight Night: Barnett vs. Nelson                        | 27.09.2015 | Saitama       | Co-Main Event, Bonus za występ wieczoru                                           |
| Wygrana   | 11-5   | Oluwale Bamgbose (5-0)          | TKO (ciosy pięściami)                       | 1     | 2:32 | UFC Fight Night: Teixeira vs. Saint Preux                  | 08.08.2015 | Nashville     |                                                                                   |
| Przegrana | 10-5   | Rafael Natal (19-6-1)           | Decyzja (niejednogłośna)                    | 3     | 5:00 | UFC 187                                                    | 23.05.2015 | Las Vegas     |                                                                                   |
| Wygrana   | 10-4   | Ronald Stallings (12-6)         | TKO (przerwanie przez lekarza)              | 1     | 3:37 | UFC Fight Night: McGregor vs. Siver                        | 18.01.2015 | Boston        |                                                                                   |
| Wygrana   | 9-4    | Thiago Santos (9-2)             | Decyzja (jednogłośna)                       | 3     | 5:00 | UFC 175                                                    | 05.07.2014 | Las Vegas     |                                                                                   |
| Wygrana   | 8-4    | Chris Leben (22-11)             | TKO (niezdolność do kontynuowania walki)    | 1     | 5:00 | UFC 168                                                    | 28.12.2013 | Las Vegas     |                                                                                   |
| Przegrana | 7-4    | John Howard (20-8)              | Decyzja (niejednogłośna)                    | 3     | 5:00 | UFC Fight Night: Shogun vs. Sonnen                         | 17.08.2013 | Boston        | Debiut w UFC                                                                      |
| Przegrana | 7-3    | Kelvin Gastelum (6-0)           | Decyzja (niejednogłośna)                    | 3     | 5:00 | The Ultimate Fighter 17: Team Jones vs. Team Sonnen Finale | 13.04.2013 | Las Vegas     | Finał 17 turnieju The Ultimate Fighter w wadze średniej                           |
| Wygrana   | 7-2    | Nodar Kuduxashvili (6-0)        | Decyzja (jednogłośna)                       | 3     | 5:00 | Ring of Combat 41                                          | 15.06.2012 | Atlantic City | Zdobył mistrzowski pas Ring of Combat w wadze średniej                            |
| Wygrana   | 6-2    | Daniel Akinyemi (2-0)           | Poddanie (dźwignia skrętowa na staw skokowy | 1     | 4:48 | Ring of Combat 39                                          | 10.02.2012 | Atlantic City |                                                                                   |
| Wygrana   | 5-2    | Aung La N Sang (11-5)           | KO (cios pięścią)                           | 3     | 1:37 | Ring of Combat 35                                          | 08.04.2011 | Atlantic City |                                                                                   |
| Przegrana | 4-2    | Costas Philippou (6-1)          | Decyzja (większościowa)                     | 3     | 4:00 | Ring of Combat 34                                          | 04.02.2011 | Atlantic City |                                                                                   |
| Przegrana | 4-1    | Chris Weidman (2-0)             | TKO (ciosy pięściami)                       | 1     | 3:06 | Ring of Combat 31                                          | 24.09.2010 | Atlantic City | Stracił mistrzowski pas Ring of Combat w wadze średniej                           |
| Wygrana   | 4-0    | Roger Carroll (7-3)             | TKO (poddanie się po ciosach)               | 1     | 2:41 | Ring of Combat 30                                          | 11.06.2010 | Atlantic City | Zdobył mistrzowski pas Ring of Combat w wadze średniej                            |
| Wygrana   | 3-0    | Mitch Whitesel (14-13)          | TKO (ciosy)                                 | 3     | 2:34 | Ring of Combat 27                                          | 20.11.2009 | Atlantic City |                                                                                   |
| Wygrana   | 2-0    | Edwin Aguilar (20-14)           | TKO (kopnięcia na głowę i ciosy pięściami)  | 3     | 4:31 | Bellator 11                                                | 12.06.2009 | Uncasville    | Debiut w wadze średniej.                                                          |
| Wygrana   | 1-0    | Mike Iannone (1-0)              | TKO (ciosy)                                 | 1     | 0:44 | Ring of Combat 9                                           | 29.10.2005 | Asbury Park   | Debiut w MMA                                                                      |

### Wystawowe
| Wynik   | Bilans | Przeciwnik     | Rozstrzygnięcie                     | Runda | Czas | Rozgrywki                                           | Data                     | Miejsce   | Uwagi                            |
| ------- | ------ | -------------- | ----------------------------------- | ----- | ---- | --------------------------------------------------- | ------------------------ | --------- | -------------------------------- |
| Wygrana | 4-0    | Dylan Andrews  | TKO (ciosy pięściami)               | 2     | 4:50 | The Ultimate Fighter 17: Team Jones vs. Team Sonnen | 09.04.2013 (data emisji) | Las Vegas | Półfinał TUF 17                  |
| Wygrana | 3-0    | Bubba McDaniel | KO (cios pięścią i ciosy kończące)  | 1     | 0:08 | The Ultimate Fighter 17: Team Jones vs. Team Sonnen | 02.04.2013 (data emisji) | Las Vegas | Ćwierćfinał TUF 17               |
| Wygrana | 2-0    | Adam Cella     | KO (kopniecie z pół obrotu w głowę) | 1     | 4:50 | The Ultimate Fighter 17: Team Jones vs. Team Sonnen | 05.02.2013 (data emisji) | Las Vegas | Runda wstępna, Eliminacja sezonu |
| Wygrana | 1-0    | Andy Enz       | Decyzja (jednogłośna)               | 2     | 5:00 | The Ultimate Fighter 17: Team Jones vs. Team Sonnen | 22.01.2013 (data emisji) | Las Vegas | Runda eliminacyjna               |

## Lista walk w boksie
| Wynik     | Bilans | Przeciwnik (bilans przed walką) | Rozstrzygnięcie | Runda, czas | Data       | Miejsce  | Uwagi |
| --------- | ------ | ------------------------------- | --------------- | ----------- | ---------- | -------- | ----- |
| Przegrana | 1-1    | Julio César Chávez Jr. (53-6-1) | UD              | 6           | 20.07.2024 | Tampa    |       |
| Wygrana   | 1-0    | Le’Veon Bell (0-0)              | UD              | 4           | 29.10.2022 | Glendale |       |